# Puente de Piedra (Logroño)
El puente de Piedra de Logroño es uno de los cinco puentes que atraviesan el río Ebro a su paso por la capital riojana. También se denomina puente de San Juan de Ortega, en referencia a la capilla que existía en su margen izquierda (en honor del santo al que tradicionalmente se atribuye la construcción del puente original). La construcción actual, de Fermín Manso de Zúñiga, data de 1884, tras el derrumbe del antiguo puente en 1871.
El puente de piedra es uno de los símbolos de la ciudad, apareciendo en su escudo y siendo el lugar de entrada del Camino de Santiago a la ciudad.

## Historia

### Puente de los doce arcos

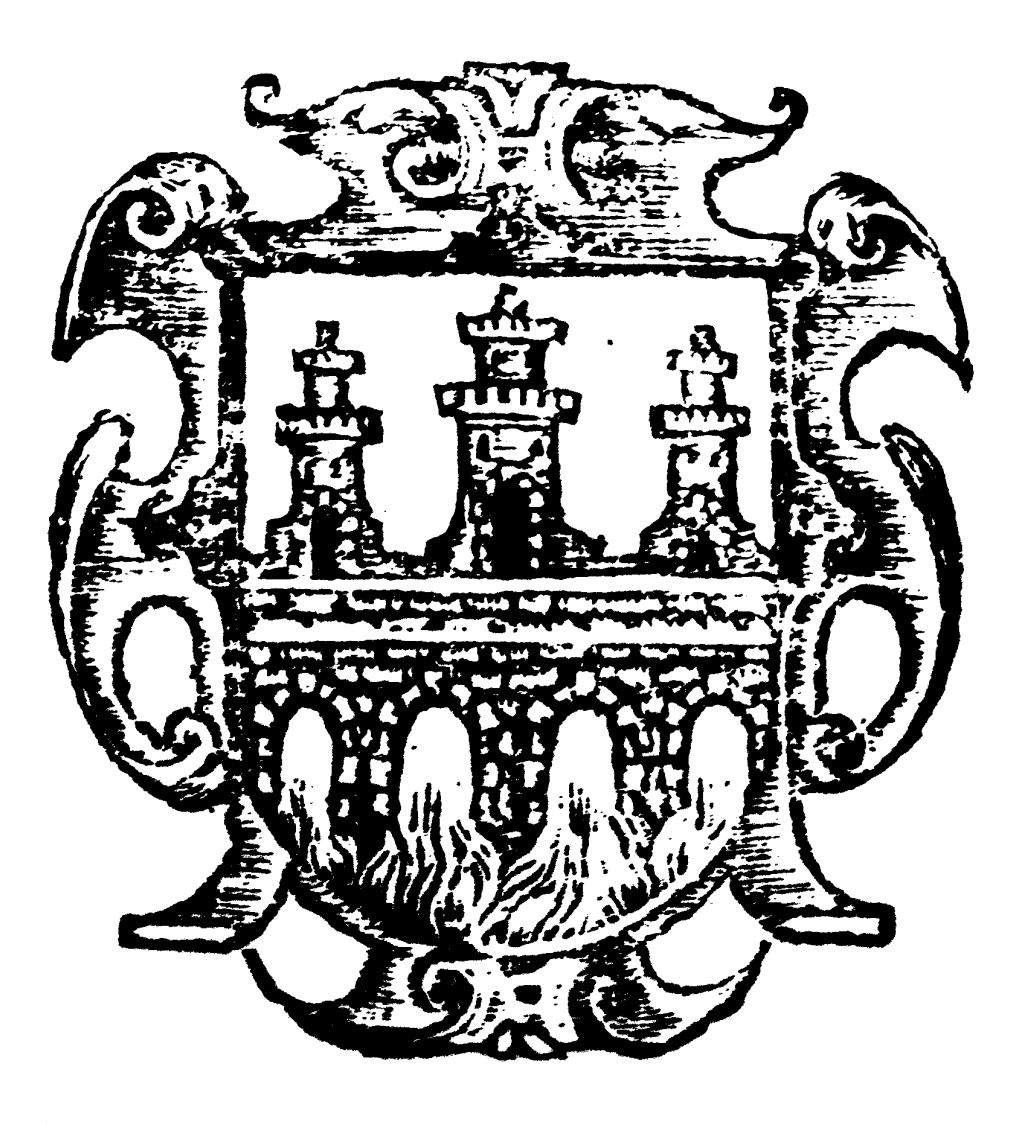
El puente, tal y como aparecía en el Memorial... de Albia de Castro (1633).

No existe a ciencia cierta una fecha para el primer puente que atravesaba el Ebro a la altura de Logroño.
El Fuero de Logroño de 1095 es la primera referencia escrita conservada de un puente del Ebro:

Et si venerit alicuius homo de foris flumen Iberi, qui inquirat judicium ad alicuius populator respondeat in sua villa, vel in caput ponti de Santo Ioanne
Alfonso VI, Fuero de Logroño

Traducido al castellano: 

Y si viniera algún hombre de más allá del río Ebro, que pidiera en juicio a algún poblador, que responda en su villa o en la cabeza del Puente de San Juan
Alfonso VI, Fuero de Logroño

Fernando Albia de Castro en su Memorial de Logroño otorga a Juan de Ortega la autoría del puente en 1633, "para facilitar el paso a los peregrinos que iban a Santiago". También proporciona la primera descripción detallada del mismo: 716 pies de largo de vara (unos 200 m aproximadamente), compuesto de 12 arcos reales, 8 de los cuales iguales de 46 pies de "hueco" (vano), y los otros cuatro, de luz similar. La anchura del paso se establece en 18 pies (5 m), y cada "cuchillo" (tajamares) de 10 pies de ancho y 42 de largo (3 x 12 m). Sobre el puente, dice Fernando Albia, hay tres torres que había proporcionado la defensa del reino, y es por ello que forman parte del blasón de la ciudad.
Narciso Hergueta describe los tres torreones de la siguiente manera. El primero, en la parte de Navarra, estaba en el estribo entre el tercer y cuarto ojo y era idéntico en construcción al tercero. El segundo ─situado entre el séptimo y octavo ojo─ permitía establecer una defensa de hasta 40 hombres desde tres ventanas o desde el adarve aspillerado superior. Albergaba en su interior el sistema de poleas que movían las cadenas del puente levadizo de madera. El tercer torreón unía la muralla con el puente en el duodécimo ojo.

### Reparaciones, modificaciones y ruina

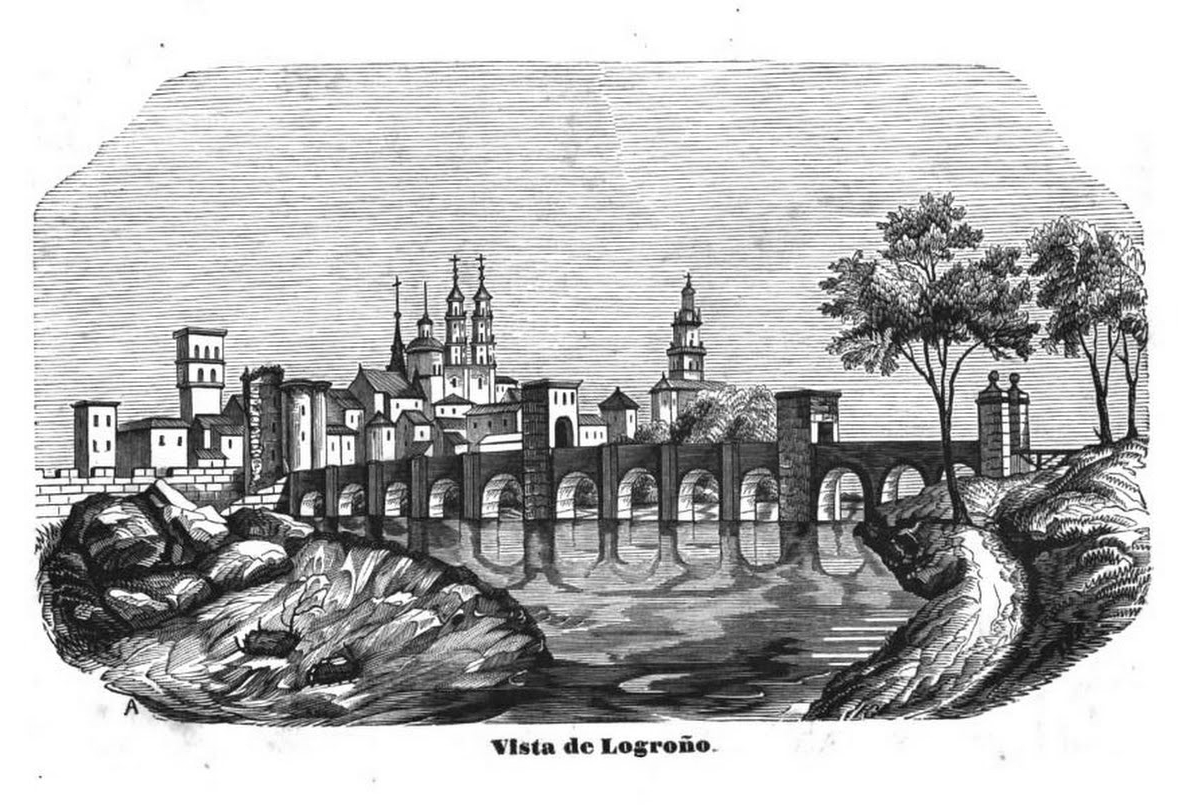
Vista de Logroño y su puente en 1845.

El puente de los 12 arcos sobrevivió a una importante cantidad de reparaciones hasta finales del siglo XIX.
En 1775 una gran riada que duró entre el 18 y el 21 de junio cubrió todo el puente, provocando el derrumbamiento del primer torreón. En 1835, durante la primera guerra civil carlista, se cortó uno de los arcos y se sustituyó por un puente levadizo. En 1850 se terminaron por derruir el resto de torres en ruinas.
El 10 de enero de 1871, otra crecida en su parte izquierda obligó a tomar la decisión de demoler sus tres últimos arcos, que serían sustituidos por dos nuevos. Las obras se adjudicaron el 17 de agosto de 1878, y para ello se instala un paso provisional de madera.

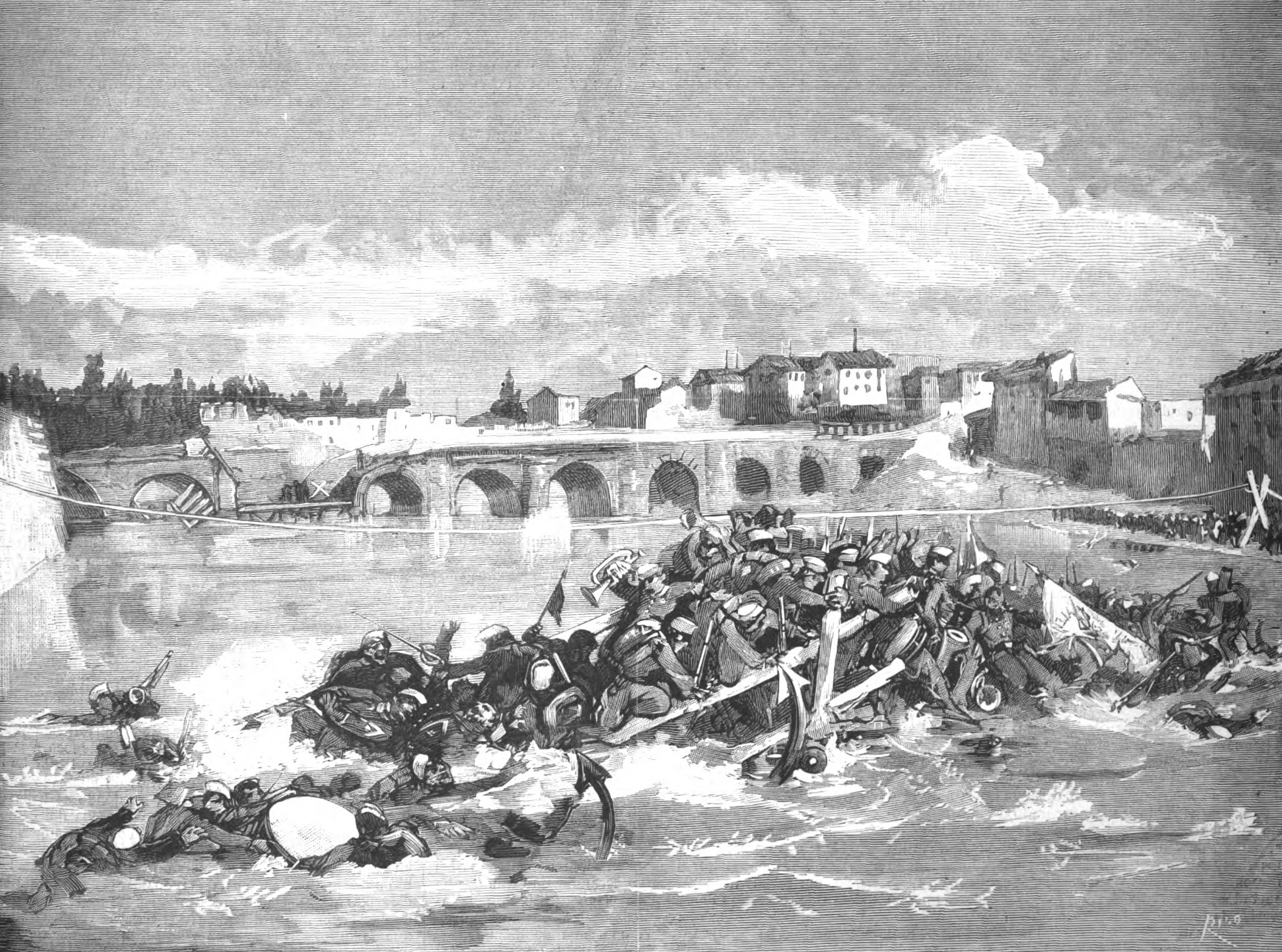
Catástrofe de 1880

Sin embargo, el día 9 de agosto de 1880, el paso de una sección de artillería rodada hace que el paso provisional se venga abajo, impidiendo el paso entre ambas orillas. Para solucionarlo, el cuerpo de pontoneros del Ejército instaló una plataforma de más de 63 m de superficie hecho con dos barcas unidas mediante vigas. El 1 de septiembre de ese año ocurrió una tragedia: cuando la barca estaba cruzando al Regimiento de Infantería número 23, ésta zozobró debido al desigual reparto de peso, lanzando a los soldados al agua. 90 de ellos murieron, presos de pánico, pese a que el agua no llegaba a cubrirles completamente.
Debido a este accidente, el Gobierno atendió con mayor urgencia la necesidad de comunicación entre ambas riberas, construyéndose un puente de madera provisional denominado "Sagasta". El 24 de octubre de 1881, la empresa Maquinista terrestre y Marítima de Barcelona proyectó el actual puente de hierro en ese mismo emplazamiento, con un coste de 909 337,46 pesetas. Fue inaugurado en 1882.

### Reconstrucción del puente actual en elsigloXIX

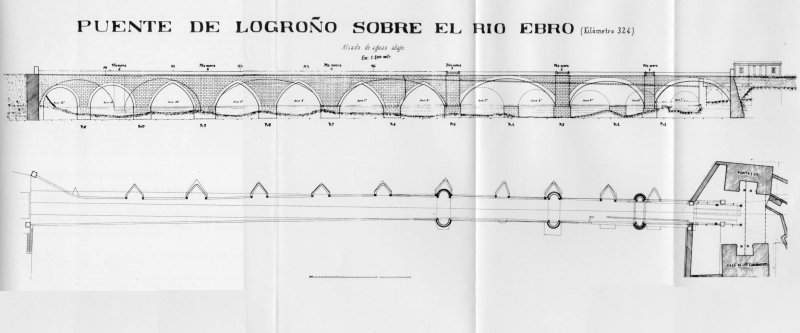
Proyecto del nuevo puente, en el que todavía podían verse los restos de los pilares del puente anterior.

Meses antes de la apertura del puente de hierro, se aprobó el proyecto del ingeniero Fermín Manso de Zúñiga en mayo de 1882, una reconstrucción completa del puente de piedra con un presupuesto de 496 650 pesetas. El nuevo diseño (mantenido en la actualidad), de 7 arcos, incluía una rasante más elevada y el uso de pilares de forma cilíndrica y más separados entre sí, permitiendo el paso de un mayor caudal de agua bajo el mismo y, consiguientemente, una mayor resistencia. Según planos del ingeniero, los 12 arcos del puente previo eran ojivales aguas arriba y de medio punto aguas abajo, sugiriendo que había sido ampliado sucesivas veces. Los restos del puente antiguo fuero completamente derribados, con la excepción de las pilas cuarta y sexta, que, aún hoy pueden todavía verse en fechas de estío. Las cimentaciones del antiguo puente sirvieron para apoyar las cimbras de la nueva construcción.
La obra se realizó en dos fases: 1882, a cargo del ingeniero Ricardo Bellsola Bayo (llevándose a cabo el estribo y 3 arcos de la margen navarra), y 1883, con los 4 arcos restantes a cargo de Manso de Zúñiga, entregándose la obra finaliza en mayo de 1884. Su inauguración se hizo el 11 de junio de ese año, coincidiendo con las festividades locales de San Bernabé. Se conoce como Puente de Piedra desde entonces, para diferenciarlo del Puente de Hierro. El 19 del mismo mes se abrió finalmente al público.

### Posteriores reparaciones y ampliación
Para el año 1889 ya se habían invertido 35 972 pesetas en obras adicionales, a las que se añadirían más de 32 000 pesetas de presupuesto en septiembre del mismo año destinadas a su reparación.
La primera modificación substancial sucede en 1917. En ese año comenzaron las obras de ampliación y adorno de la calzada, añadiéndose andenes de hormigón armado volados a ambos lados para su utilización peatonal, ampliando así el espacio para el tráfico rodado.

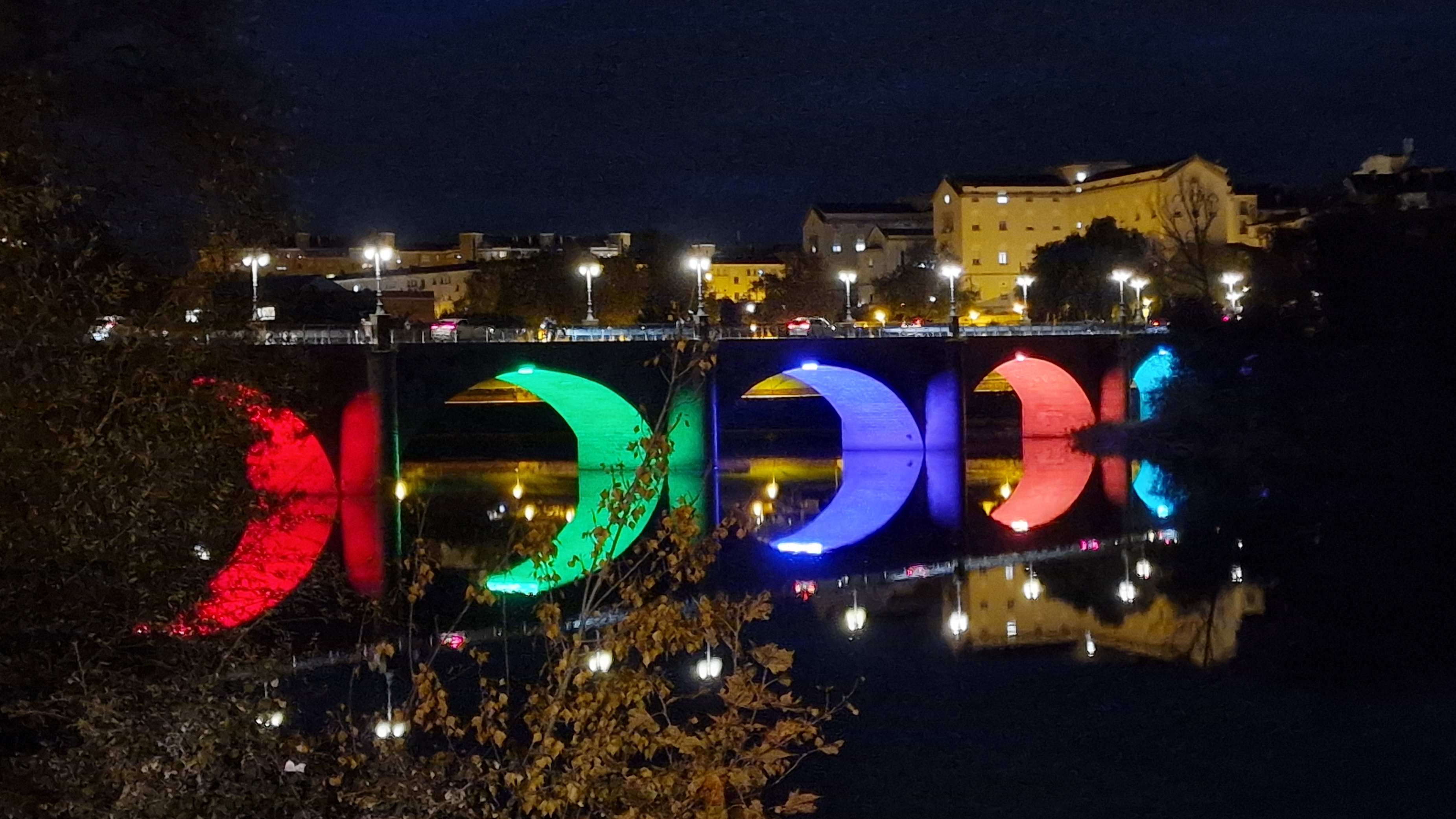
Iluminación nocturna de los arcos

Desde el 20 de abril de 2020 hasta el 26 de febrero de 2021, el tráfico del puente fue cortado para realizar obras de intervención por valor de 906 275,42 euros. El objectivo de dichas obras fue mejorar su seguridad y sus accesos peatonales. También se instaló una nueva iluminación, que permite "pintar" en ocasiones especiales sus arcos de distintos colores.

## Características

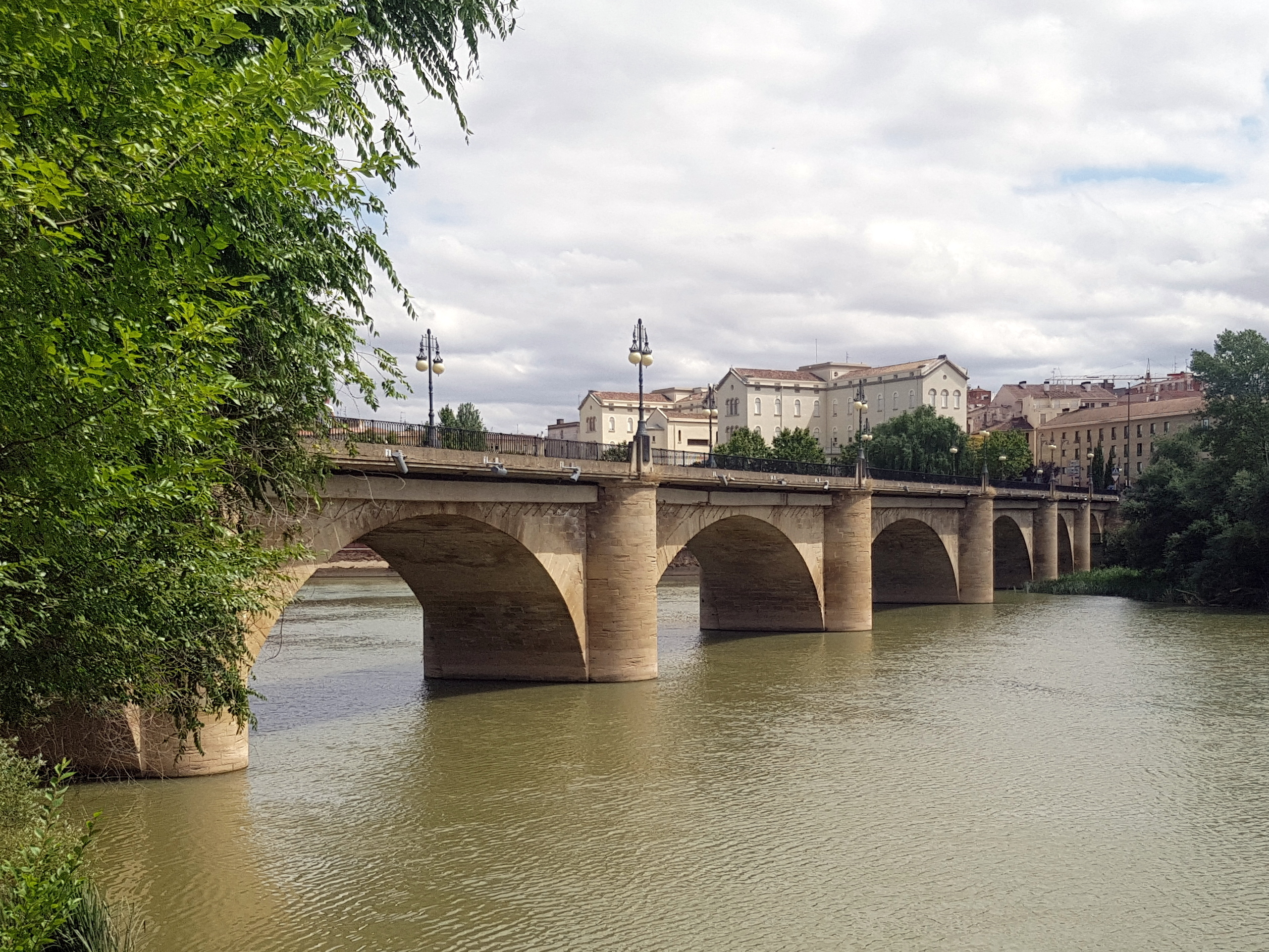
Vista desde la orilla izquierda del Río Ebro.

Tiene 198 m de largo y 7 arcos con bóvedas elípticas de vano variable. Los 3 centrales tienen una luz 31,50 m, y las dos parejas a ambos lados, de 21,50 m. Los arcos comienzan en pilas con tajamares y espolones de forma cilíndrica, los centrales de 4,5 m, y los laterales de 3 m. Su altura máxima es de 10,95 m (en la margen derecha), encontrándose en pendiente hacia la izquierda. Los arcos disponen de una iluminación monumental —la usada habitualmente— y, desde 2021, ésta puede ser también de distintos colores vivos.
La calzada tiene una longitud de 140 m de longitud y anchura de 6 m. La mediana que solía dividir ambas direcciones fue eliminada en las obras del 2020. A la calzada se le añade los pasos peatonales volados construidos posteriormente, de 1,52 m de anchura. A ambos lados de cada paso, sendas barandillas de hierro forjado de 208,5 m de largo, interrumpidas en cada extremo de los arcos. 16 farolas iluminan el puente en la actualidad.
El puente se construyó con piedra de arenisca gris claro, en parte de los restos del antiguo puente, en parte proveniente de roca de las canteras de Laserna, en la cercana localidad de Laguardia.